# Charles Émile Picard
Charles Émile Picard (París, Francia, 24 de julio de 1856- ibídem, 11 de diciembre de 1941) fue un matemático francés y miembro de la Academia francesa.

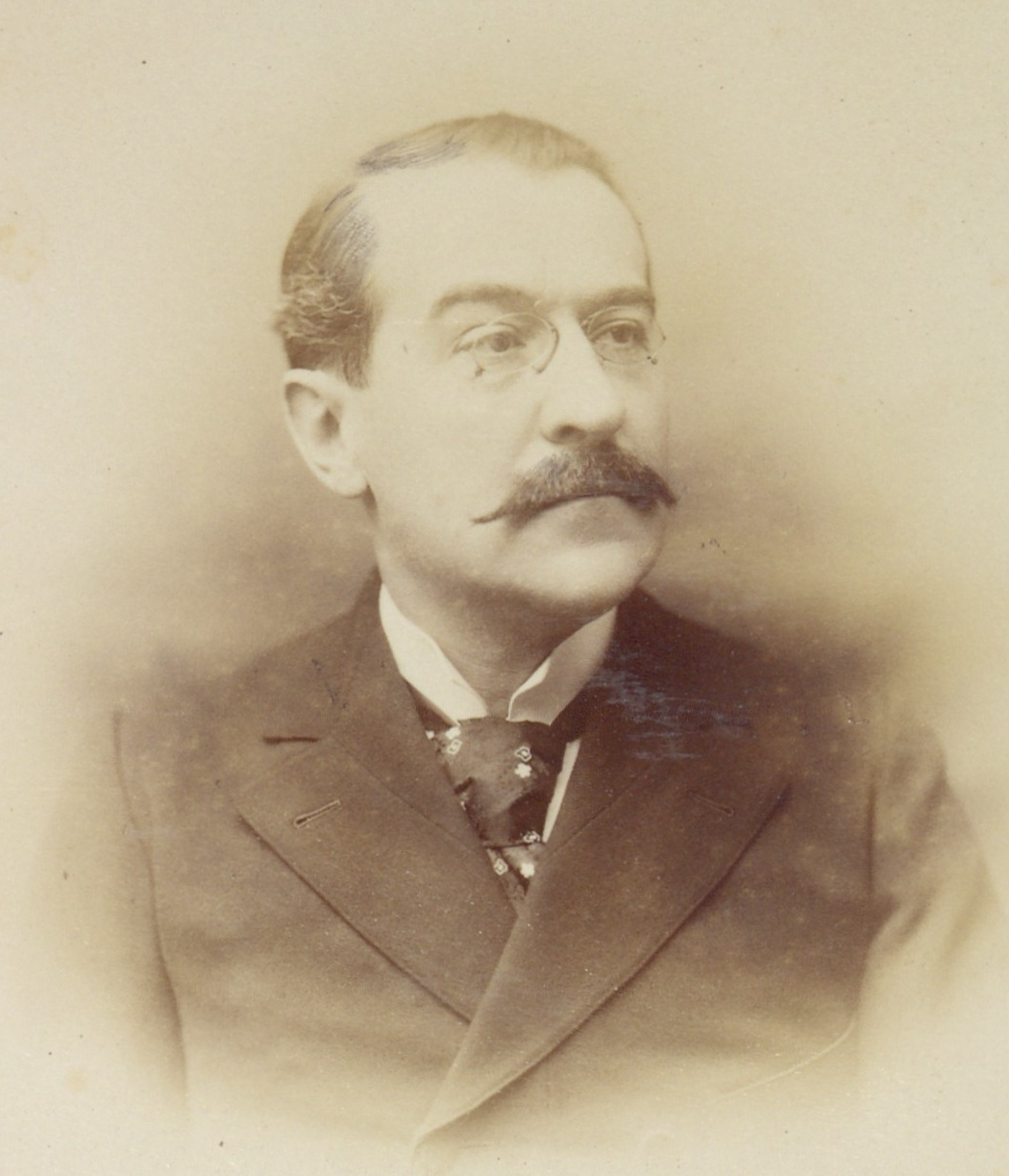
Émile Picard

## Obra
- 1877 Application de la théorie des complexes linéaires à l'étude des surfaces et des courbes gauches
- 1891-1896 Traité d’analyse
- 1897 Œuvres mathématiques d'Evariste Galois
- 1897-1906 Théorie des fonctions algébriques de deux variables indépendantes
- 1900 Science
- 1902 Quelques réflexions sur la mécanique, suivies d'une première leçon de dynamique
- 1905 Sur le développement de l'analyse et ses rapports aux diverses sciences

- 1905 La science mathématique et son état actuel
- 1905 La science moderne et son état actuel[1]

- 1909 De la méthode dans les sciences
- 1913 L'œuvre de Henri Poincaré
- 1916 L'histoire des sciences et les prétentions de la science allemande
- 1917 La vie et l’œuvre de G. Darboux
- 1917 Les sciences mathématiques en France depuis un demi-siècle
- 1921 La théorie de la relativité et ses applications à l'astronomie
- 1922 Discours et mélanges
- 1922 La vie et l’œuvre de Pierre Duhem
- 1924 Les théories de l’optique et l’œuvre d'Hippolyte Fizeau
- 1924 Pascal mathématicien
- 1924 Mélanges de mathématiques et de physique
- 1928 Leçons sur quelques types simples d'équation aux dérivées partielles, avec des applications à la physique mathématique
- 1928 Selecta: cinquantenaire scientifique d’Émile Picard
- 1929 Leçons sur quelques problèmes aux limites de la théorie des équations différentielles
- 1929 Leçons sur quelques équations fonctionnelles, avec des applications à divers problèmes d'analyse et de physique mathématique
- 1930 Un coup d’œil sur l'histoire des sciences et des théories physiques
- 1936 Discours et notices[2]